# 17253 Vonsecker
17253 Vonsecker là một tiểu hành tinh vành đai chính với chu kỳ quỹ đạo là 1313.9927711 ngày (3.60 năm).
Nó được phát hiện ngày 12 tháng 4 năm 2000.